# Курусу, Сабуро
Курусу Сабуро (яп. 来栖 三郎, 6 марта 1886 — 7 апреля 1954) — японский дипломат.
Известен как дипломат, который пытался договориться о мире и понимании с США, пока Японское правительство под началом Хидэки Тодзё готовило нападение на Перл-Харбор.
Как посол Японской империи в Германии с 1939 по 1941, он подписал Тройственный пакт вместе с министрами иностранных дел Нацистской Германии и Фашистской Италии.

## Биография

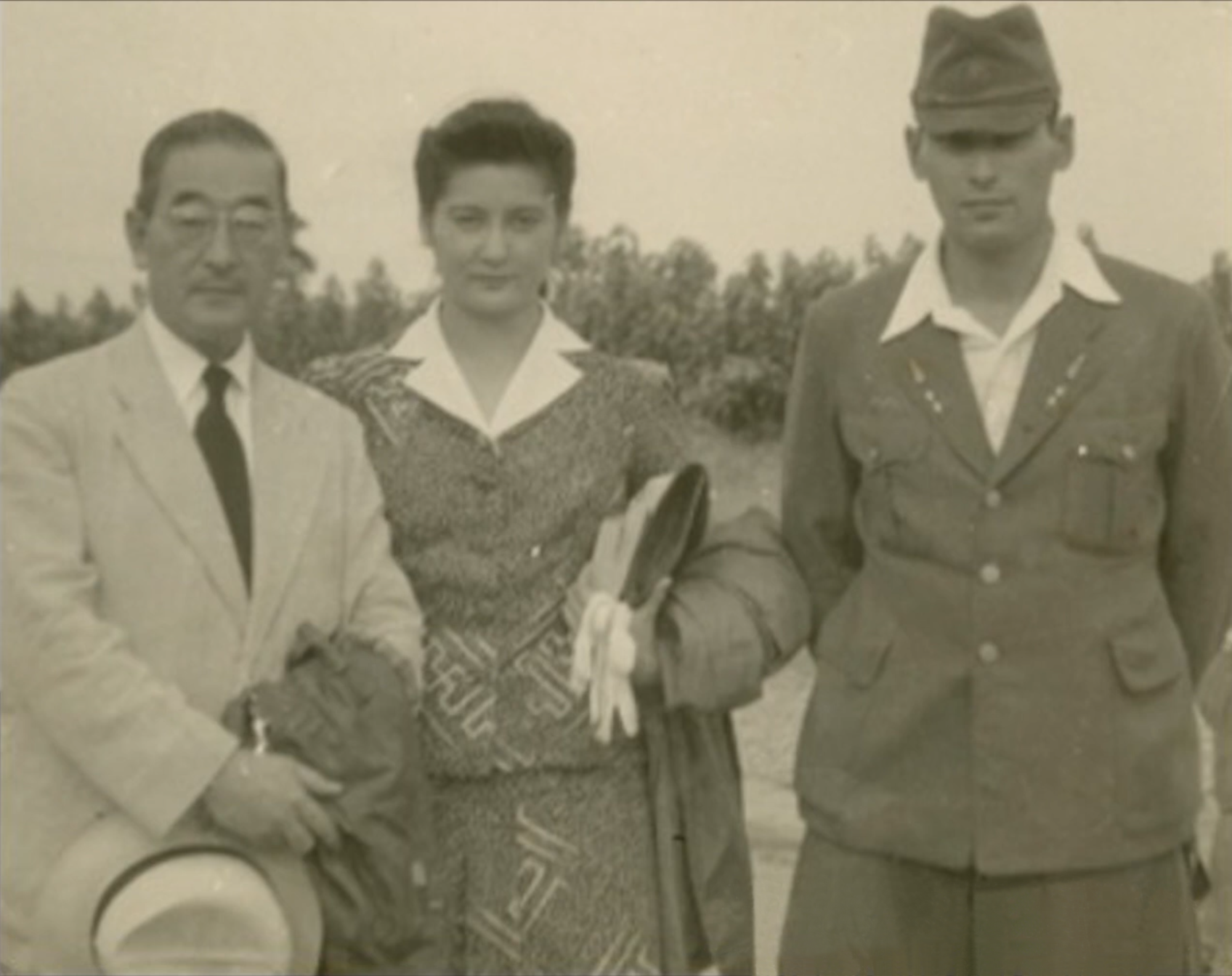
Сабуро с его женой Алисой и сыном Рё

Курусу был рождён в Иокогаме в 1886 году. Он окончил Токийский Коммерческий Колледж (теперь Университет Хитоцубаси) в 1909 году. В следующем году он поступил на дипломатическую службу и в 1914 году впервые отправился в Соединённые Штаты Америки как Японский Консул в Чикаго. Во время его 6-летней службы в Чикаго, Курусу женился на Элис Джей Литл. У него было три ребёнка, его сын Рё, и дочь Джей оба были рождены в США; другая дочь, Теруко Пиа, была рождена в Италии в 1926 году. Обе дочери вышли замуж за американцев и вернулись в США. В августе 1947 года, Пиа вышла замуж за ушедшего в отставку офицере Френка Уайта, который работал в военном департаменте в Японии. На их свадьбу в Иокогаме не пришёл ни сам Сабуро, ни его жена Алиса. Единственный сын Сабуро, Рё, был убит в странном происшествии в 1945 году. Несмотря на то, что у Курусу был только один сын, американская газета ошибочно сообщила о том что "Сын капитана Макото "Норман" Курусу, был убит в собачьем бою в Тибе." После смерти Курусу, Алиса Курусу удочерила девочку.